# Erpeldange (Wiltz)
Pour les articles homonymes, voir Erpeldange (homonymie).
Erpeldange (luxembourgeois : Ierpeldeng, allemand : Erpeldingen) est une section et un village de la commune luxembourgeoise de Wiltz située dans le canton de Wiltz.

## Histoire
Erpeldange faisait partie de la commune d'Eschweiler jusqu'au 1er janvier 2015 lorsque cette dernière fusionna avec Wiltz.